# Norketamin
Norketamin, ili N-desmetilketamin, je glavni aktivni metabolit ketamina, koji se formira uglavnom posredstvom CYP3A4.] Slično ketaminu, norketamin deluje kao nekonkurentni antagonist NMDA receptora, ali je oko 3-5 puta manje potentan kao anestetik u poređenju sa njim.